# NRJ 12
NRJ 12 fue un canal de televisión de entretenimiento francés, propiedad del grupo NRJ. El canal podía verse a través de la Televisión digital terrestre.
En 2024, su autorización para emitir en la TDT no fue renovada por la Arcom. El fin de su difusión en la TDT se produjo el 28 de febrero de 2025, aunque el canal intentó continuar su emisión a través de plataformas de internet o IPTV.

## Historia
Originalmente llamado "NRJ TV", este proyecto de canal de TV estuvo aparcado por parte de NRJ Group durante mucho tiempo. El grupo no tenía prisa por volver a la televisión tras el fracaso de su primer ensayo en 1986, cuando se unió a Publicis, la agencia de publicidad Gilbert Gross, y Gaumont para crear el canal de televisión musical TV6 en la televisión analógica terrestre, que apareció en febrero de 1986 y desapareció el sábado 28 de febrero de 1987, a la medianoche después de la cancelación por parte del gobierno de Jacques Chirac del contrato de concesión firmado entre el Estado y la cadena en favor de M6.
Finalmente, Jean-Paul Baudecroux (Presidente del Consejo de Vigilancia del Grupo NRJ) y Marc Pallain (Presidente de NRJ 12) inauguraron NRJ 12 el 31 de marzo de 2005 a las 19:00 con la llegada de la TDT a los hogares franceses. El lanzamiento de este nuevo canal, hermano de la radio NRJ que existe desde 1981, permite a Jean-Paul Beaudecroux decir que NRJ toma "una revancha en el tiempo, un regreso al futuro ...". En sus inicios, en 2005, el canal emitía muchos programas musicales como La tête dans le clip, Hit NRJ 12, Hit Music Only, Dédi Hit, Tout pour la musique..., y series como Couleur Pacifique, Code Lisa, Good Morning Miami, Sarah, Susan..., y manga como Mortal Kombat.
Desde 2007, el canal retiró los mangas y programas musicales a cambio de aumentar la producción de sus propios magacines como Tellement Vrai, tellement People, tellement Chic ..., y sus propios programas reality shows como Les Anges, L'Ile des vérités, Allô Nabilla, Friends Trip, Star Academy, etc.
En 2015, con la finalidad de convertir el canal en una cadena más generalista, suprime muchos de sus programas históricos como magacines y reality shows y a algunos de sus presentadores estrella.
A finales de 2015, el director de programación es sustituido tras el fracaso de la implementación de los nuevos programas: Talk Club, Unique au Monde, L'Academie des 9, Le Labo de Damidot, Dace à France et Mission Plus-value.
En 2024, NRJ 12 solicitó la renovación de su frecuencia en la TDT, ya que su licencia vence en 2025. La Arcom revisó su solicitud el 12 de julio de 2024. El 24 de julio, la Arcom anunció que retiraría la frecuencia de NRJ 12 debido a sus bajas audiencias y a que sus programas consisten casi exclusivamente en redifusiones, además de la falta de viabilidad económica del canal. Ese mismo día, NRJ 12 comunicó que planea presentar un recurso administrativo, respaldándose en los buenos resultados obtenidos en el primer semestre de 2024.
El 12 de julio de 2024, NRJ 12 es sometida a una audiencia por los miembros del consejo de Arcom en el marco de la renovación de su frecuencia en la TDT, cuya licencia expira en 2025. El 24 de julio, la Autoridad anuncia la retirada de la frecuencia asignada al canal debido a la baja audiencia de sus programas, compuestos casi exclusivamente por reposiciones, así como a la falta de viabilidad económica. En respuesta a esta decisión, NRJ 12 declara que planea interponer un recurso administrativo ante el Consejo de Estado, argumentando sólidos resultados durante el primer semestre de 2024. Su solicitud de medida cautelar es rechazada en septiembre de 2024, y la decisión definitiva se espera antes de finales de noviembre de 2024.

## Programación
NRJ 12 está destinado a un público de 11-35 años. Su gama de programas es un fuerte enfoque en compañía de entretenimiento con revistas, programas, de documentales, reality shows (doblado), juegos, series y ficción. Cada sesión del sábado por una semana, se emite una película original de Disney Channel a las 8:35pm en Disney Break.

### Series en emisión
Series Estadounidenses:
- American Dad!
- American Horror Story
- Friends
- New York, police judiciaire (reemisión)
- Melrose Place
- Smallville (reemisión)
- The Big Bang Theory
- The Listener
- The Middle
- Torchwood
- Unreal

 Series británicas:
- Strike Back
- The Fall

 Series canadienses:
- Sanctuary

## Denominaciones del canal
- NRJ TV (proyecto en 2004)
- NRJ 12 (desde el 31 de marzo de 2005)

## Organización

### Dirigentes
Presidente:
- Jean-Paul Baudecroux

Director general y director de emisiones :
- Gérald-Brice Viret (31 de marzo de 2005 - abril de 2013)[15]
- Christine Lentz (abril de 2013 - octubre de 2013)
- Laurent Fonnet (octubre de 2013 - septiembre de 2014)
- Vincent Broussard (2014-2016)
- Guillaume Perrier (desde marzo de 2016)

Director de reality-shows:
- Angela Lorente (desde 2016)

### Capital
NRJ 12 es una Sociedad Limitada unipersonal con un capital de 40000 €, registrada el 29 de diciembre de 1995 y controlada en un 100 % por NRJ Group.

### Ubicación
La ubicación de NRJ 12 se encuentra en el 46 de la Avenida Theophile Gautier en el XII arrondissement de París.

## Audiencias
Según Médiamétrie, NRJ 12 era en 2013, la 10.ª cadena más importante de Francia. La audiencia comenzó a bajar desde 2014 bajando por debajo de la barrera del 2 % en 2015. En 2016, NRJ 12 se clasificó como la 15.ª cadena de Francia con un 1,7 %.
|      | Enero | Febrero | Marzo | Abril | Mayo  | Junio | Julio | Agosto | Septiembre | Octubre | Noviembre | Diciembre | Media Anual |
| ---- | ----- | ------- | ----- | ----- | ----- | ----- | ----- | ------ | ---------- | ------- | --------- | --------- | ----------- |
| 2005 |       |         |       |       |       |       |       |        |            |         |           |           |             |
| 2006 |       |         |       |       |       |       |       |        |            |         |           |           |             |
| 2007 |       |         |       |       | 0,3 % | 0,4 % | 0,4 % | 0,4 %  | 0,4 %      | 0,5 %   | 0,6 %     | 0,7 %     | 0,4 %       |
| 2008 | 0,8 % | 0,9 %   | 0,9 % | 1,0 % | 1,0 % | 1,0 % | 0,9 % | 0,9 %  | 1,0 %      | 1,0 %   | 1,0 %     | 1,1 %     | 1,0 %       |
| 2009 | 1,2 % | 1,4 %   | 1,3 % | 1,4 % | 1,4 % | 1,5 % | 1,4 % | 1,4 %  | 1,4 %      | 1,6 %   | 1,6 %     | 1,7 %     | 1,5 %       |
| 2010 | 1,6 % | 1,7 %   | 1,8 % | 2,0 % | 2,1 % | 2,0 % | 1,9 % | 1,8 %  | 1,9 %      | 2,1 %   | 2,0 %     | 1,9 %     | 1,9 %       |
| 2011 | 2,2 % | 2,2 %   | 2,1 % | 2,4 % | 2,4 % | 2,6 % | 2,4 % | 2,7 %  | 2,4 %      | 2,3 %   | 2,3 %     | 2,2 %     | 2,3 %       |
| 2012 | 2,3 % | 2,4 %   | 2,3 % | 2,5 % | 2,6 % | 2,7 % | 2,3 % | 2,2 %  | 2,3 %      | 2,1 %   | 2,3 %     | 2,3 %     | 2,4 %       |
| 2013 | 2,3 % | 2,3 %   | 2,5 % | 2,7 % | 2,5 % | 2,4 % | 1,9 % | 2,2 %  | 1,9 %      | 2,0 %   | 1,9 %     | 1,8 %     | 2,2 %       |
| 2014 | 1,9 % | 1,8 %   | 2,0 % | 2,3 % | 2,4 % | 2,1 % | 2,0 % | 1,8 %  | 1,7 %      | 1,9 %   | 1,6 %     | 1,6 %     | 1,9 %       |
| 2015 | 1,6 % | 1,6 %   | 1,8 % | 2,0 % | 2,1 % | 2,0 % | 1,9 % | 1,9 %  | 1,7 %      | 1,6 %   | 1,5 %     | 1,7 %     | 1,8 %       |
| 2016 | 1,7 % | 1,8 %   | 1,8 % | 2,0 % | 1,9 % | 1,9 % | 1,5 % | 1,5 %  | 1,5 %      | 1,4 %   | 1,4 %     | 1,5 %     | 1,7 %       |
| 2017 | 1,4 % | 1,7 %   | 1,7 % | 1,8 % | 1,9 % | 1,9 % | 1,6 % | 1,5 %  | 1,5 %      | 1,5 %   | 1,4 %     | 1,4 %     | 1,6 %       |
| 2018 | 1,4 % | 1,3 %   | 1,4 % | 1,6 % | 1,6 % | 1,7 % | 1,3 % | 1,3 %  |            |         |           |           |             |

Fuente : Médiamétrie
Leyenda :
Fondo verde : mejor resultado histórico.
Fondo rojo : peor resultado histórico.